# Bill Mlkvy
William Paul Mlkvy, detto Bill (Palmerton, 19 gennaio 1931 – Medford, 12 dicembre 2024), è stato un cestista statunitense, professionista nella NBA.

## Carriera
Venne selezionato dai Philadelphia Warriors scelta territoriale al Draft NBA 1952.

## Palmarès
- NCAA AP All-America First Team (1951)